# Microxena
Microxena là một chi bướm đêm thuộc họ Geometridae.